# G-14
G-14 var en sammanslutning av Europas storklubbar inom fotbollen, bildad i september år 2000. Ursprungligen ingick 14 medlemmar, men fastän medlemsantalet utökades till 18 i augusti 2002 används ursprungsnamnet. Den 15 januari 2008 upplöstes organisationen, och ersattes av European Club Association med 100 medlemsklubbar.
G-14-organisationen drev storklubbarnas frågor gentemot UEFA och arbetade aktivt för att stärka storklubbarnas inflytande över bland annat UEFA Champions League. Medlemmarnas ekonomiska inflytande var stort och man har påverkat klubbfotbollen bland annat genom utformningen av UEFA Champions League. Ledare för G 14 var David Dein, engelska Arsenals vice ordförande.

## Medlemmar
- England
  - Arsenal FC
  - Manchester United
  - Liverpool FC
- Frankrike
  - Olympique Lyon
  - Olympique Marseille
  - Paris Saint-Germain
- Italien
  - AC Milan
  - FC Internazionale
  - Juventus FC
- Nederländerna
  - AFC Ajax
  - PSV Eindhoven
- Portugal
  - FC Porto
- Spanien
  - FC Barcelona
  - Real Madrid
  - Valencia CF
- Tyskland
  - Borussia Dortmund
  - FC Bayern München
  - Bayer Leverkusen

## Slogan
The Voice of the Clubs.